# Fredens Kirke, Odense
Fredens Kirke är en kyrka som ligger i Fredens Sogn i norra delen av centrala Odense.

## Kyrkobyggnaden
Kyrkan är uppförd åren 1916 - 1920 efter ritningar av arkitekt Peder Vilhelm Klint.
Kyrkan har en stomme av tegelsten består av ett långhus med ett polygonalt kor i väster. Vid långhusets östra kortsida finns ett tvådelat kyrktorn och öster om tornet finns ett lägre vapenhus. Söder om kyrkan finns utbyggnader och en sakristia.

## Inventarier
- Altartavlan är skuren i ek av Axel Poulsen, har ett brett bildfält där Jesus står i mitten med utbredda händer. På predellan finns inskriften: "Kommer hid til mig" (Matteus 11:28).
- Dopfunten av granit är 95,5 cm hög och är en gåva från entreprenörfirman Hans Jørgensen og Søn. Tillhörande dopfat i koppar är kvadratiskt 71 cm x 71 cm och bär inskriften "Lader de smaa Børn komme til mig. Formener dem det ikke thi Guds Rige hører saadanne til" (Matteus 19:14 och Lukas 18:16).
- I koret finns ett krucifix som hängdes upp år 1960 vid kyrkans 40-årsjubileum. Krucifixet är skuret av Thorvald Petersen och hänger på södra väggen ovanför dörren till sakristian.
- Predikstolen är en gåva av Knud Isaksen med hustru.
- Orgeln är med 29 stämmor tre manualer och pedal är tillverkad år 1958 av Marcussen & Søn, Åbenrå.

## Bildgalleri

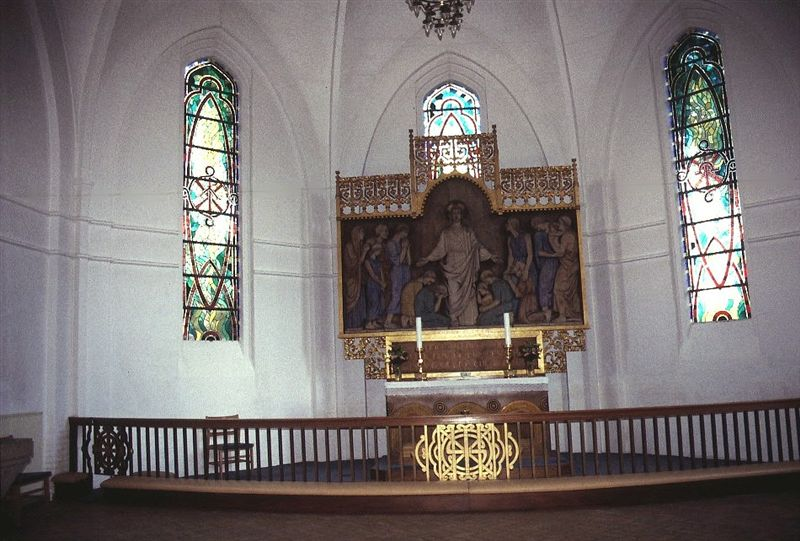
Altare med altartavla
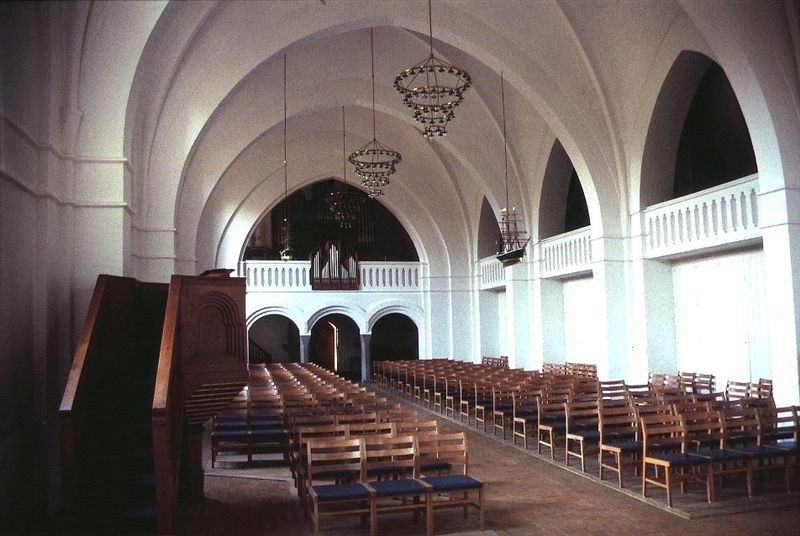
Kyrkorum mot ingång